# Mondariz-Balneario
Mondariz-Balneario ist eine galicische Gemeinde in der Provinz Pontevedra im Nordwesten Spaniens mit 711 Einwohnern (Stand: 2024). Ursprünglich eine einfache Parroquia (Ortsteil) der benachbarten Gemeinde Mondariz, wuchs sie im späten 19. Jahrhundert zu einem Kurort heran, nachdem das lokale Wasser, dem heilende Eigenschaften nachgesagt wurden, populär geworden war. Es ist die kleinste Gemeinde Galiciens und eine der kleinsten Spaniens mit einer Fläche von 2,4 km².

## Geschichte
Die Überlieferung besagt, dass im Jahr 1282 in der Kapelle von San Pedro, die sich in dieser Gemeinde befindet, die Hochzeit von König Diniz von Portugal mit der Prinzessin Isabella von Aragón und Kastilien, Tochter von Peter III. und später bekannt als Isabel von Portugal, stattfand.
Die Gemeinde Mondariz-Balneario entstand 1924 aus Teilen von Mondariz.

## Gliederung
Die Gemeinde ist in die folgenden Parroquias gegliedert:
- Mondariz-Balneario (Nuestra Señora de Lourdes)

## Wirtschaft
| Ackerbau, Viehzucht und Fischerei                                                  | 03  | 00,96  |
| Industrie                                                                          | 041 | 013,06 |
| Bauwirtschaft                                                                      | 016 | 05,10  |
| Dienstleistungsbetriebe                                                            | 254 | 080,89 |
| Total                                                                              | 314 | 100,00 |
| * Daten aus dem Statistischen Amt für Wirtschaftliche Entwicklung in Galicien, IGE |     |        |